# Špičák (Želnavská hornatina)
Špičák (německy Spitzberg) je 1223 m vysoká hora v jihočeské části Šumavy. Jde o třetí nejvyšší i třetí nejprominentnější horu podcelku Želnavská hornatina. Nachází se 5 km severně od Horní Plané a necelé 4 km jiho-jihovýchodně od Knížecího stolce, svého mateřského vrcholu.

## Přístup
Vrchol Špičáku se v letech 1947 až 2015 nacházel ve vojenském újezdu Boletice. Nevede na něj žádná turistická trasa, tudíž byl pro veřejnost nepřístupný. Podle novely zákona o vojenských újezdech bylo katastrální území Maňávka včetně Špičáku ke dni 1. ledna 2016 z vojenského újezdu vyčleněno a připojeno k městu Horní Planá. Podle starosty Horní Plané Jiřího Hůlky by na Špičáku mohla být postavena rozhledna a vyznačeny na něj turistické cesty. Zatím je vyznačena jen okružní modrá trasa kolem vrcholu napojující se na červenou z Horní Plané.
Na vrcholu se nachází železná konstrukce bývalé věže.

## Vedlejší vrcholy
Na svazích Špičáku se nachází 6 vedlejších vrcholů, které splňují kritéria pro tisícovky:

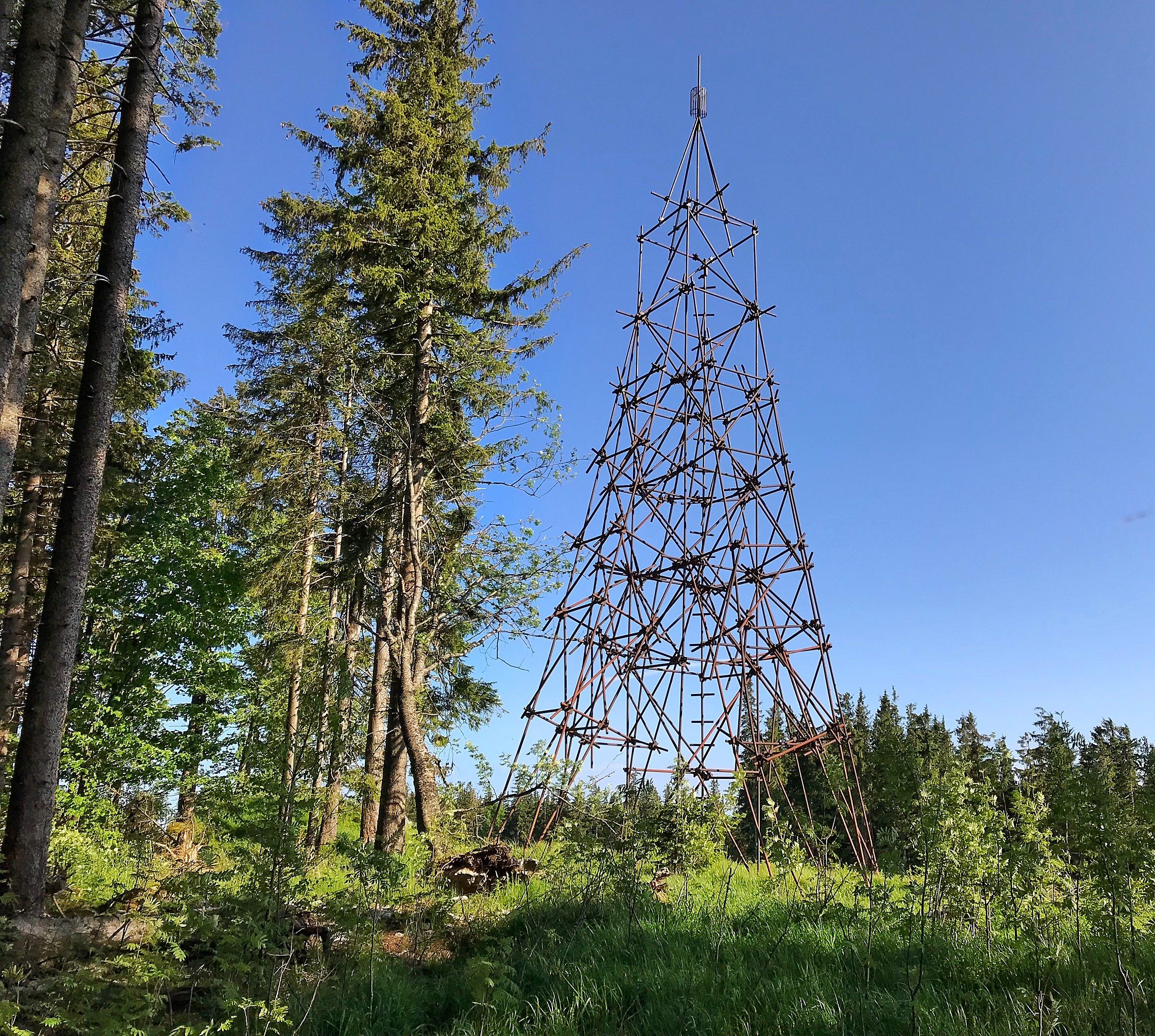
Ocelová věž na vrcholu

| m    | Název vrcholu         | Poloha        | Souřadnice                       |
| ---- | --------------------- | ------------- | -------------------------------- |
| 1213 | Špičák – JV vrchol I  | 0400 m na JV  | 48°48′43″ s. š., 14°02′36″ v. d. |
| 1188 | Nad Slatinkou         | 0300 m na Z   | 48°48′54″ s. š., 14°02′05″ v. d. |
| 1174 | Špičák – JV vrchol II | 0850 m na JV  | 48°48′31″ s. š., 14°02′42″ v. d. |
| 1142 | Špičák – SV vrchol    | 0400 m na SV  | 48°49′04″ s. š., 14°02′58″ v. d. |
| 1089 | Liščí kámen           | 1160 m na VJV | 48°48′36″ s. š., 14°03′15″ v. d. |
| 1076 | Špičák – S vrchol     | 0930 m na S   | 48°49′23″ s. š., 14°02′22″ v. d. |